# Nouziers
Nouziers település Franciaországban, Creuse megyében. Lakosainak száma 250 fő (2022. január 1.). Nouziers La Cellette, La Forêt-du-Temple, Mortroux, Moutier-Malcard, Crevant, Pouligny-Notre-Dame és Sazeray községekkel határos.

## Népesség
A település népességének változása:
| Lakosok száma | 505  | 276  | 278  | 247  | 234  | 232  | 240  | 245  | 246  | 250  |
|               | 1968 | 1982 | 1990 | 2006 | 2013 | 2015 | 2017 | 2019 | 2020 | 2022 |